# Boxe nos Jogos Pan-Americanos de 2011 - Peso galo
A categoria galo do boxe nos Jogos Pan-Americanos de 2011 foi disputada entre 21 e 28 de outubro na Arena Expo Guadalajara, em Guadalajara, com dez boxeadores.

## Calendário
Horário local (UTC-6).
| Data          | Horário | Fase             |
| ------------- | ------- | ---------------- |
| 21 de outubro | 18:00   | Preliminares     |
| 22 de outubro | 14:00   | Quartas-de-final |
| 25 de outubro | 19:00   | Semifinal        |
| 28 de outubro | 19:00   | Final            |

## Medalhistas
| Ouro   | CUB Lázaro Álvarez                          |
| Prata  | MEX Óscar Valdez                            |
| Bronze | VEN Ángel Rodríguez BRA Robenilson de Jesus |

## Resultados

### Chave
|  | Preliminares            | Preliminares            | Preliminares |  |  | Quartas-de-final        | Quartas-de-final        | Quartas-de-final        |    |                     | Semifinal           | Semifinal          | Semifinal |  |  | Final | Final | Final |
|  |                         |                         |              |  |  |                         |                         |                         |    |                     |                     |                    |           |  |  |       |       |       |
|  |                         |                         |              |  |  |                         |                         |                         |    |                     |                     |                    |           |  |  |       |       |       |
|  |                         |                         |              |  |  | VEN Ángel Rodríguez     | VEN Ángel Rodríguez     | 16                      |    |                     |                     |                    |           |  |  |       |       |       |
|  | CAN Joseph Laviolette   | CAN Joseph Laviolette   | 8            |  |  | ARG Alberto Meliano     | ARG Alberto Meliano     | 6                       |    |                     |                     |                    |           |  |  |       |       |       |
|  | ARG Alberto Meliano     | ARG Alberto Meliano     | 20           |  |  |                         |                         |                         |    | VEN Ángel Rodríguez | VEN Ángel Rodríguez | 7                  |           |  |  |       |       |       |
|  |                         |                         |              |  |  |                         | CUB Lázaro Álvarez      | CUB Lázaro Álvarez      | 17 |                     |                     |                    |           |  |  |       |       |       |
|  |                         |                         |              |  |  | CUB Lázaro Álvarez      | CUB Lázaro Álvarez      | 18                      |    |                     |                     |                    |           |  |  |       |       |       |
|  |                         |                         |              |  |  | DOM Luis Salazar        | DOM Luis Salazar        | 5                       |    |                     |                     |                    |           |  |  |       |       |       |
|  |                         |                         |              |  |  |                         |                         |                         |    |                     | CUB Lázaro Álvarez  | CUB Lázaro Álvarez | 19        |  |  |       |       |       |
|  |                         |                         |              |  |  |                         | MEX Óscar Valdez        | MEX Óscar Valdez        | 15 |                     |                     |                    |           |  |  |       |       |       |
|  |                         |                         |              |  |  | ECU Luiz Porozo         | ECU Luiz Porozo         | 8                       |    |                     |                     |                    |           |  |  |       |       |       |
|  |                         |                         |              |  |  | MEX Óscar Valdez        | MEX Óscar Valdez        | 22                      |    |                     |                     |                    |           |  |  |       |       |       |
|  |                         |                         |              |  |  |                         |                         |                         |    | MEX Óscar Valdez    | MEX Óscar Valdez    | 21                 |           |  |  |       |       |       |
|  | BRA Robenilson de Jesus | BRA Robenilson de Jesus | 13           |  |  |                         | BRA Robenilson de Jesus | BRA Robenilson de Jesus | 10 |                     |                     |                    |           |  |  |       |       |       |
|  | PUR Felix Verdejo       | PUR Felix Verdejo       | 3            |  |  | BRA Robenilson de Jesus | BRA Robenilson de Jesus | 15                      |    |                     |                     |                    |           |  |  |       |       |       |
|  |                         |                         |              |  |  | COL Deivis Julio        | COL Deivis Julio        | 4                       |    |                     |                     |                    |           |  |  |       |       |       |
|  |                         |                         |              |  |  |                         |                         |                         |    |                     |                     |                    |           |  |  |       |       |       |